# Olympische Sommerspiele 2016/Teilnehmer (Mauritius)
| Gelbes Symbol für Goldmedaillen mit stilisierten Olympischen Ringen | Graues Symbol für Silbermedaillen mit stilisierten Olympischen Ringen | Braundes Symbol für Bronzemedaillen mit stilisierten Olympischen Ringen |
| ------------------------------------------------------------------- | --------------------------------------------------------------------- | ----------------------------------------------------------------------- |
| —                                                                   | —                                                                     | —                                                                       |

Mauritius nahm an den Olympischen Spielen 2016 in Rio de Janeiro teil. Es war die insgesamt neunte Teilnahme an Olympischen Sommerspielen. Das Mauritius Olympic Committee nominierte zwölf Athleten in acht Sportarten.

## Teilnehmer nach Sportarten

### Badminton
| Athleten      | Wettbewerb | Gruppenphase                        | Gruppenphase                         | Gruppenphase | Gruppenphase | Achtelfinale  | Achtelfinale  | Viertelfinale | Viertelfinale | Halbfinale    | Halbfinale    | Finale        | Finale        | Rang          |
| Athleten      | Wettbewerb | Gegner                              | Ergebnis                             | Punkte       | Rang         | Gegner        | Ergebnis      | Gegner        | Ergebnis      | Gegner        | Ergebnis      | Gegner        | Ergebnis      | Rang          |
| ------------- | ---------- | ----------------------------------- | ------------------------------------ | ------------ | ------------ | ------------- | ------------- | ------------- | ------------- | ------------- | ------------- | ------------- | ------------- | ------------- |
| Frauen        |            |                                     |                                      |              |              |               |               |               |               |               |               |               |               |               |
| Kate Foo Kune | Einzel     | Wendy Chen Porntip Buranaprasertsuk | 2:0 (21:16, 21:19) 0:2 (7:21, 18:21) | 67:77        | 2            | ausgeschieden | ausgeschieden | ausgeschieden | ausgeschieden | ausgeschieden | ausgeschieden | ausgeschieden | ausgeschieden | ausgeschieden |

### Boxen
| Athleten          | Wettbewerb              | 1. Runde         | 1. Runde | Achtelfinale         | Achtelfinale  | Viertelfinale  | Viertelfinale | Halbfinale    | Halbfinale    | Finale        | Finale        | Rang          |
| Athleten          | Wettbewerb              | Gegner           | Ergebnis | Gegner               | Ergebnis      | Gegner         | Ergebnis      | Gegner        | Ergebnis      | Gegner        | Ergebnis      | Rang          |
| ----------------- | ----------------------- | ---------------- | -------- | -------------------- | ------------- | -------------- | ------------- | ------------- | ------------- | ------------- | ------------- | ------------- |
| Männer            |                         |                  |          |                      |               |                |               |               |               |               |               |               |
| Merven Clair      | Mittelgewicht bis 75 kg | Hosam Bakr Abdin | 0:3      | ausgeschieden        | ausgeschieden | ausgeschieden  | ausgeschieden | ausgeschieden | ausgeschieden | ausgeschieden | ausgeschieden | ausgeschieden |
| Kennedy St-Pierre | Schwergewicht bis 91 kg | Freilos          | Freilos  | Chouaib Bouloudinats | 2:1           | Vassiliy Levit | 0:3           | ausgeschieden | ausgeschieden | ausgeschieden | ausgeschieden | ausgeschieden |

### Gewichtheben
| Athleten          | Wettbewerb       | Reißen  | Reißen | Stoßen  | Stoßen | Zweikampf | Zweikampf | Rang |
| Athleten          | Wettbewerb       | Gewicht | Rang   | Gewicht | Rang   | Gewicht   | Rang      | Rang |
| ----------------- | ---------------- | ------- | ------ | ------- | ------ | --------- | --------- | ---- |
| Frauen            |                  |         |        |         |        |           |           |      |
| Roilya Ranaivosoa | Klasse bis 48 kg | 80 kg   | 8      | 93 kg   | 10     | 173 kg    | 9         | 9    |

### Judo
| Athleten             | Wettbewerb | 1. Runde | 1. Runde    | 2. Runde | 2. Runde    | Viertelfinale | Viertelfinale | Halbfinale / Trostrunde | Halbfinale / Trostrunde | Finale / Platz 3 | Finale / Platz 3 | Rang |
| Athleten             | Wettbewerb | Gegner   | Ergebnis    | Gegner   | Ergebnis    | Gegner        | Ergebnis      | Gegner                  | Ergebnis                | Gegner           | Ergebnis         | Rang |
| -------------------- | ---------- | -------- | ----------- | -------- | ----------- | ------------- | ------------- | ----------------------- | ----------------------- | ---------------- | ---------------- | ---- |
| Frauen               |            |          |             |          |             |               |               |                         |                         |                  |                  |      |
| Christianne Legentil | bis 52 kg  | J. Fahmy | 100s0:000s0 | G. Cohen | 001s2:000s0 | M. Kelmendi   | 000s3:000s1   | N. Kuziutina            | 000s3:100s2             | ausgeschieden    | ausgeschieden    | 7    |

### Leichtathletik
Laufen und Gehen 
| Athleten         | Wettbewerb | Runde 1 | Runde 1 | Halbfinale    | Halbfinale    | Finale        | Finale        | Rang |
| Athleten         | Wettbewerb | Zeit    | Rang    | Zeit          | Rang          | Zeit          | Rang          | Rang |
| ---------------- | ---------- | ------- | ------- | ------------- | ------------- | ------------- | ------------- | ---- |
| Frauen           |            |         |         |               |               |               |               |      |
| Aurélie Alcindor | 200 m      | 24,55 s | 64      | ausgeschieden | ausgeschieden | ausgeschieden | ausgeschieden | 64   |
| Männer           |            |         |         |               |               |               |               |      |
| David Carver     | Marathon   | –       | –       | –             | –             | 2:26:16 h     | 102           | 102  |

 Springen und Werfen 
| Athleten       | Wettbewerb | Qualifikation | Qualifikation | Finale        | Finale        | Rang |
| Athleten       | Wettbewerb | Weite/Höhe    | Rang          | Weite/Höhe    | Rang          | Rang |
| -------------- | ---------- | ------------- | ------------- | ------------- | ------------- | ---- |
| Männer         |            |               |               |               |               |      |
| Jonathan Drack | Dreisprung | 16,21 m       | 28            | ausgeschieden | ausgeschieden | 28   |

### Radsport

#### Mountainbike
| Athleten        | Wettbewerb    | Zeit | Rang |
| --------------- | ------------- | ---- | ---- |
| Männer          |               |      |      |
| Yannick Lincoln | Cross-Country | DNS  | DNS  |

### Schwimmen
| Athleten        | Wettbewerb     | Vorlauf | Vorlauf | Halbfinale    | Halbfinale    | Finale        | Finale        | Rang |
| Athleten        | Wettbewerb     | Zeit    | Rang    | Zeit          | Rang          | Zeit          | Rang          | Rang |
| --------------- | -------------- | ------- | ------- | ------------- | ------------- | ------------- | ------------- | ---- |
| Frauen          |                |         |         |               |               |               |               |      |
| Heather Arseth  | 100 m Freistil | 58,89 s | 37      | ausgeschieden | ausgeschieden | ausgeschieden | ausgeschieden | 37   |
| Männer          |                |         |         |               |               |               |               |      |
| Bradley Vincent | 100 m Freistil | 50,89 s | 49      | ausgeschieden | ausgeschieden | ausgeschieden | ausgeschieden | 49   |

### Triathlon
| Athleten           | Wettbewerb | Zeit | Rang |
| ------------------ | ---------- | ---- | ---- |
| Frauen             |            |      |      |
| Fabienne St. Louis | Einzel     | DNF  | DNF  |